# Rugby sevens nos Jogos Mundiais de 2013
A disputa do Rugby sevens nos Jogos Mundiais de 2013 aconteceu nos dias 01 e 02 de Agosto de 2013 no Estadio Olímpico Pascual Guerrero em Cali.
Foi a última aparição deste evento em Jogos Mundiais, devido a inclusão do Rugby sevens no cronograma oficial dos Jogos Olímpicos.

## Equipes Participantes

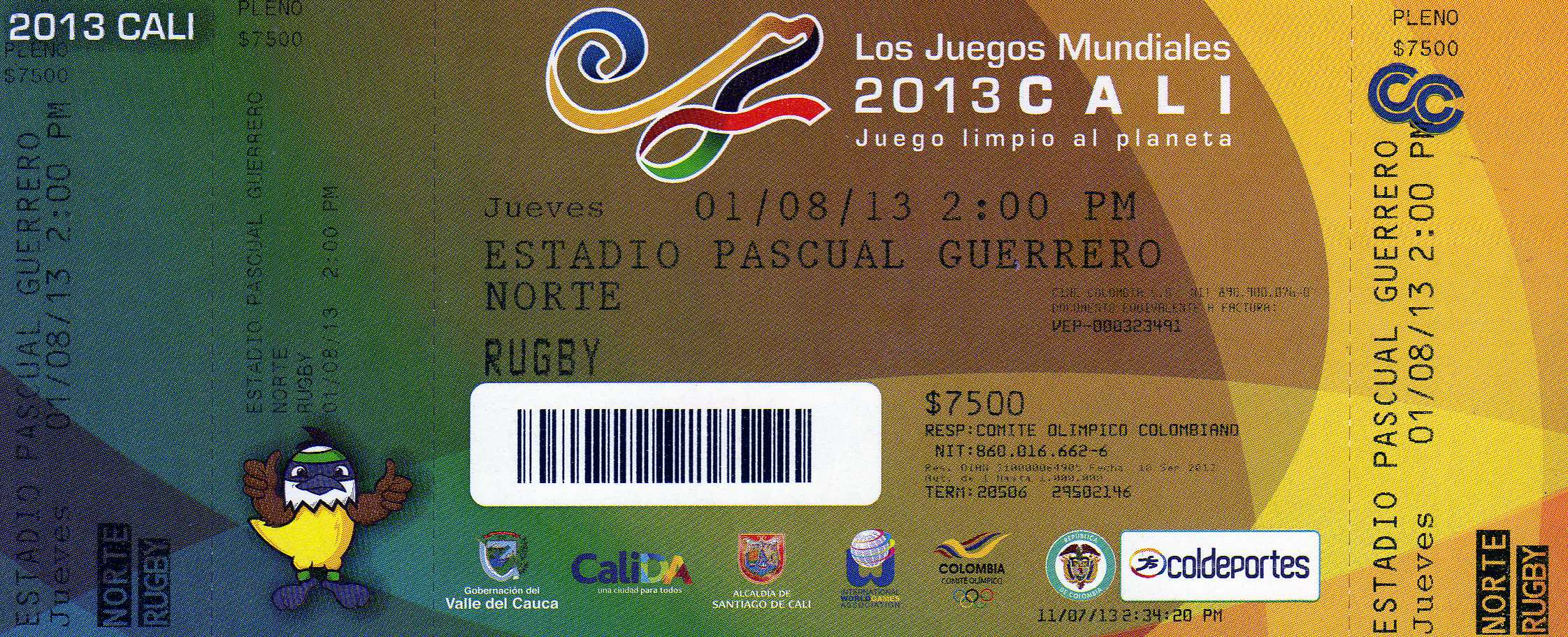
Ingresso para uma das partidas do evento.

### Grupo A
- Seleção de rugby 7 do Canadá (The Canucks)
- Seleção de rugby 7 da Colombia (Los Tucanes)
- Seleção de rugby 7 de Hong Kong
- Seleção de rugby 7 da África do Sul (The Springboks)

### Grupo B
- Seleção de rugby 7 da Argentina (Los Pumas)
- Seleção de rugby 7 do Brasil (Os Tupis)
- Seleção de rugby 7 da França (Les Bleus)
- Seleção de rugby 7 do Uruguay (Los Teros)

## Quadro de Medalhas
| Ordem | País          | Medalha de ouro | Medalha de prata | Medalha de bronze |   |
| ----- | ------------- | --------------- | ---------------- | ----------------- | - |
| 1     | África do Sul | 1               |                  |                   | 1 |
| 2     | Argentina     |                 | 1                |                   | 1 |
| 3     | Canadá        |                 |                  | 1                 | 1 |
| TOTAL | TOTAL         | 1               | 1                | 1                 | 3 |

## Torneio

### Fase de Grupos

#### Grupo A
| Equipe        | J | V | E | D | Tentos a Favor | Tentos Contra | Saldo |
| ------------- | - | - | - | - | -------------- | ------------- | ----- |
| África do Sul | 3 | 3 | 0 | 0 | 93             | 24            | +69   |
| Canadá        | 3 | 2 | 0 | 1 | 91             | 31            | +60   |
| Hong Kong     | 3 | 1 | 0 | 2 | 57             | 62            | -5    |
| Colômbia      | 3 | 0 | 0 | 3 | 0              | 124           | -124  |

#### Grupo B
| Equipe    | J | V | E | D | Tentos a Favor | Tentos Contra | Saldo |
| --------- | - | - | - | - | -------------- | ------------- | ----- |
| Argentina | 3 | 3 | 0 | 0 | 85             | 35            | +50   |
| França    | 3 | 2 | 0 | 1 | 54             | 57            | -3    |
| Brasil    | 3 | 1 | 0 | 2 | 29             | 55            | -26   |
| Uruguai   | 3 | 0 | 0 | 3 | 50             | 71            | -21   |

### Fase Final

#### Torneio Principal
|  | Quartas de final  | Quartas de final  |                   |        | Semifinais     | Semifinais     |  |  | Final             | Final |
|  |                   |                   |                   |        |                |                |  |  |                   |       |
|  | 02 Aug 2013 11:00 |                   |                   |        |                |                |  |  |                   |       |
|  |                   |                   |                   |        |                |                |  |  |                   |       |
|  | África do Sul     | 36                |                   |        |                |                |  |  |                   |       |
|  | África do Sul     | 36                | 02 Aug 2013 14:30 |        |                |                |  |  |                   |       |
|  | Uruguai           | 0                 |                   |        |                |                |  |  |                   |       |
|  | Uruguai           | 0                 | África do Sul     | 33     |                |                |  |  |                   |       |
|  | 02 Aug 2013 11:25 |                   | África do Sul     | 33     |                |                |  |  |                   |       |
|  |                   | França            | 12                |        |                |                |  |  |                   |       |
|  | Hong Kong         | França            | 12                | 12     |                |                |  |  |                   |       |
|  | Hong Kong         |                   | 02 Aug 2013 17:55 | 12     |                |                |  |  |                   |       |
|  | França            | 14                |                   |        |                |                |  |  |                   |       |
|  | França            | 14                | África do Sul     | 33     |                |                |  |  |                   |       |
|  | 02 Aug 2013 11:50 |                   | África do Sul     | 33     |                |                |  |  |                   |       |
|  |                   | Argentina         | 24                |        |                |                |  |  |                   |       |
|  | Argentina         | Argentina         | 24                | 49     |                |                |  |  |                   |       |
|  | Argentina         | 02 Aug 2013 15:00 |                   | 49     |                |                |  |  |                   |       |
|  | Colômbia          | 5                 |                   |        |                |                |  |  |                   |       |
|  | Colômbia          | 5                 | Argentina         | 19     | Terceiro lugar | Terceiro lugar |  |  |                   |       |
|  | 02 Aug 2013 12:15 |                   | Argentina         | 19     | Terceiro lugar | Terceiro lugar |  |  |                   |       |
|  |                   | Canadá            | 7                 |        |                |                |  |  |                   |       |
|  | Brasil            | Canadá            | 7                 | 7      | Canadá         | 33             |  |  |                   |       |
|  | Brasil            |                   |                   | 7      | Canadá         | 33             |  |  |                   |       |
|  | Canadá            | 26                |                   | França | 21             |                |  |  |                   |       |
|  | Canadá            | 26                |                   |        | 21             |                |  |  |                   |       |
|  |                   |                   |                   |        |                |                |  |  | 02 Aug 2013 17:30 |       |
|  |                   |                   |                   |        |                |                |  |  |                   |       |

#### Disputas de 5o a 8o
|  | "Semifinais"                        | "Semifinais"                        |   |                                         | "Final"                                 | "Final" |  |
|  |                                     |                                     |   |                                         |                                         |         |  |
|  | Ranks 5-8 match - 02 Aug 2013 13:30 |                                     |   |                                         |                                         |         |  |
|  | Uruguai                             | 7                                   |   |                                         |                                         |         |  |
|  | Hong Kong                           | 17                                  |   |                                         |                                         |         |  |
|  |                                     |                                     |   |                                         |                                         |         |  |
|  |                                     |                                     |   |                                         | Disputa do 5o Lugar - 02 Ago 2013 16:30 |         |  |
|  |                                     |                                     |   |                                         | Hong Kong                               | 22      |  |
|  |                                     | Brasil                              | 7 |                                         |                                         |         |  |
|  |                                     |                                     |   |                                         |                                         |         |  |
|  |                                     |                                     |   |                                         |                                         |         |  |
|  |                                     |                                     |   |                                         | Ranks 7/8                               |         |  |
|  | Ranks 5-8 match - 02 Aug 2013 14:00 | Ranks 5-8 match - 02 Aug 2013 14:00 |   | Disputa do 7o Lugar - 02 Ago 2013 16:00 | Disputa do 7o Lugar - 02 Ago 2013 16:00 |         |  |
|  | Colômbia                            | 12                                  |   | Uruguai                                 | 29                                      |         |  |
|  | Brasil                              | 19                                  |   |                                         | Colômbia                                | 7       |  |

## Classificação Final
| Posição | Seleção       |
| ------- | ------------- |
|         | África do Sul |
|         | Argentina     |
|         | Canadá        |
| 4       | França        |
| 5       | Hong Kong     |
| 6       | Brasil        |
| 7       | Uruguai       |
| 8       | Colômbia      |